# Saint-Thomas, Aisne
Saint-Thomas là một xã ở tỉnh Aisne, vùng Hauts-de-France thuộc miền bắc nước Pháp.